# 阳哲
阳哲（?—?），五胡十六国时後燕、北燕大臣，慕容盛的中書監，馮跋的侍中。

## 生平
建平元年（398年）七月廿一，慕容盛平定蘭汗之乱，实行大赦。慕容盛不敢称帝，以长乐王代理朝政。任命东阳公慕容根为尚书左仆射，悦真为侍中，阳哲为中书监，张通为中领军，改慕容宝的谥号为惠闵皇帝，庙号烈宗。阳哲历仕慕容熙、慕容云，在后燕灭亡后，继续为北燕冯跋的大臣。太平二十二年（430年）八月，北燕天王冯跋重病，征召中書監申秀、侍中阳哲来到寝殿嘱托后事。

## 同僚
申秀，北燕中書監，冯跋临终征召申秀、阳哲到寝殿嘱托后事：“吾患当不济，卿等善相吾子，参决万几。”